# Nishada intacta
Nishada intacta là một loài bướm đêm thuộc phân họ Arctiinae, họ Erebidae.